# Repartir la sardana
Repartir una sardana consisteix a donar les instruccions necessàries als balladors per tal que acabin cada tirada pel costat que toca segons l'estil de ball utilitzat. Cadascun dels estils té predeterminat si una tirada ha d'acabar per la dreta, per l'esquerra o bé pot acabar lliurement. Hi ha dos estils principals, el  selvatà i l'empordanès, i el garrotxí és un tercer estil històric.

## Comptar
S'entén per comptar una sardana al fet d'esbrinar el nombre de compassos que conformen cadascuna de les dues porcions de música que es van repetint (els llargs i els curts). Quan hom ha comptat una sardana o, dit en l'argot sardanista, se sap a quant tira, podem procedir a repartir-la. La sardana llarga (la que es balla actualment) es compon de 10 tirades (4 de curts i 6 de llargs). Els curts, com el seu nom indica, tenen menys compassos que els llargs. La gran majoria de sardanes tenen un nombre senar de compassos això no obsta que s'hagi de resoldre's les sardanes de tirades parells. Les esmentades 10 tirades sempre es toquen en el mateix ordre:
preludi de flabiol
- 2 tirades de curts
- 2 tirades de llargs
- 2 tirades de curts
- 2 tirades de llargs
- contrapunt
- 1 tirada de llargs
- contrapunt
- 1 tirada de llargs

## Repartir
Repartir una sardana consisteix a donar les instruccions necessàries als balladors per tal que acabin cada tirada pel costat que toca segons l'estil de ball de la rotllana (selvatà o empordanès). Cadascun dels dos estils té predeterminat si una tirada ha d'acabar per la dreta, per l'esquerra o bé pot acabar lliurement. Per aconseguir aquest objectiu, no n'hi ha prou amb els dos passos de ball bàsics de la sardana els curts (dos compassos) i els llargs (quatre compassos) i cal emprar un pas de ball només pel tancament de és el "tres" (tres compassos).
L'estil empordanès té un pas propi que servei per tancar o acabar una tirada que s'anomena un "dos tancat" (2 compassos) i l'estil selvatà en té, també, un de propi que s'anomena "dos tresos" (6 compassos).
Repartir una sardana té certa complexitat i requereix concentració i agilitat mental pel fet que cal realitzar els processos que veurem a continuació mentre s'està ballant.
Com hem dit inicialment, conviuen dos estils o formes de ballar sardanes:
- L'estil selvatà que es balla a les comarques de La Selva, El Gironès i certes poblacions del nord del Maresme.
- L'estil empordanès: es balla a la resta de Catalunya

Tot seguit anem a descriure detalladament com es procedeix per repartir una sardana en aquests dos estils de ball.

## Repartiment empordanès i repartiment selvatà

### Estructura de les tirades en l'estil empordanès
- La primera tirada de curts comença per l'esquerra i s'enllaça amb la segona (sense repartiment) per poder comptar-la. La segona acaba lliurement.[4]
- La primera tirada de llargs (3a en total) comença pel costat contrari del final de la tirada anterior i s'enllaça amb la segona (sense repartiment)per poder comptar-la. La segona tirada de llargs (4a en total) acaba lliurement.

La tercera tirada de curts (5a en total) comença pel costat contrari del final de la tirada anterior i acaba lliurement.
La quarta tirada de curts (6a en total) comença pel costat contrari del final de la tirada anterior i acaba lliurement.
La tercera tirada de llargs (7a en total) comença pel costat contrari del final de la tirada anterior i acaba a l'esquerra.
Ambdós estils fan servir els mateixos passos de ball bàsics (els llargs i els curts) però es diferencien tant en la forma de començar cada tirada com en la forma de repartir-la (fer de manera que acabem el ball d'una forma pre-establerta).

### Estructura de les tirades en l'estil selvatà
- La primera tirada de curts comença per l'esquerra i s'enllaça amb la segona (sense repartiment). La segona ha d'acabar, forçosament, a la dreta.[5]
- La primera tirada de llargs (3a en total) comença per l'esquerra i s'enllaça amb la segona (sense repartiment) que ha d'acabar obligatòriament a la dreta.
- La segona tirada de curts (5a en total) comença per l'esquerra i pot acabar a la dreta o a l'esquerra. La tercera tirada de curts (6a en total) comença pel peu contrari del que ha acabat la tirada anterior i pot acabar a la dreta o a l'esquerra.
- La tercera tirada de llargs (7a en total) comença per l'esquerra i acaba a la dreta.
- La quarta tirada de llargs (8a en total) comença per l'esquerra i acaba a la dreta.

Contrapunt
- La cinquena tirada de llargs (9a en total) comença per la dreta i acaba a la dreta.
- La sisena tirada de llargs (10a en total) comença per la dreta i acaba a la dreta.

### Repartiment
- Les dues primeres tirades de curts es ballen seguides i s'acaben sempre amb 2 tresos.
- Les dues primeres tirades de llargs es ballen seguides i tenen dos possibles acabaments:

- Si el residu fruit del quocient del nombre de compassos entre 4 és 1 (r=residu(llargs/4) = 1 aleshores, 10 compassos abans del final es faran 2 dosos i 2 tresos (cal avisar els balladors 1 compàs abans).
- Si el residu fruit del quocient del nombre de compassos entre 4 és 1 (r=residu(llargs/4) = 3 aleshores, 6 compassos abans del final es faran 2 tresos (cal avisar els balladors 1 compàs abans).

- La tercera tirada de curts s'acaba amb un tres (cal avisar els balladors 4 compassos abans).
- La quarta tirada de curts s'acaba amb en tres (cal avisar els balladors 4 compassos abans).
- La tercera i quarta tirada de llargs poden tenir 4 possibles acabaments:

- Si r=residu(llargs/8) = 1 aleshores, 9 compassos abans del final es faran 3 dosos i 1 tres.
- Si r=residu(llargs/8) = 3 aleshores, 7 compassos abans del final es faran 2 dosos i 1 tres.
- Si r=residu(llargs/8) = 5 aleshores, 5 compassos abans del final es faran 1 dosos i 1 tres.
- Si r=residu(llargs/8) = 7 aleshores, 3 compassos abans del final es farà 1 tres (es diu que acaba :*justa

- La cinquena i sisena tirada de llargs poden tenir quatre possibles acabaments:

- Si r=residu(llargs/8) = 1 aleshores, 5 compassos abans del final es faran 1 dos i 1 tres.
- Si r=residu(llargs/8) = 3 aleshores, 3 compassos abans del final es farà 1 tres (es diu que acaba justa).
- Si r=residu(llargs/8) = 5 aleshores, 9 compassos abans del final es faran 3 dosos i 1 tres.
- Si r=residu(llargs/8) = 7 aleshores, 7 compassos abans del final es faran 2 dosos i 1 tres.